# Akron, Alabama
Akron là một thị trấn thuộc quận Hale, tiểu bang Alabama, Hoa Kỳ. Dân số năm 2009 là 433 người, mật độ đạt 243 người/km².